# Al-Anon/Alateen
Al-Anon/Alateen Groupes Familiaux s'adresse aux membres de la famille et aux amis et aux proches d'alcooliques qui souffrent de la maladie de ces derniers, qu'ils  boivent encore ou non ; il n’est pas destiné aux alcooliques eux-mêmes.
Les Groupes Familiaux Al-Anon comprennent Al-Anon pour les adultes et Alateen pour les adolescents. Les groupes pour Adultes Enfants d’Alcooliques font partie d'Al-Anon depuis la Conférence mondiale de 1984. À distinguer des groupes EADA («Enfants Adultes de familles Dysfonctionnelles ou Alcooliques») et des ACA ou ACOA («Adult Children of Alcoholics» ) qui sont des groupes différents des groupes Al-Anon/Alateen.
Le fonctionnement des Groupes Familiaux Al-Anon est basé sur le programme des Douze Traditions des Alcooliques Anonymes (AA). Les Al-Anon/Alateen utilisent le programme de rétablissement en Douze étapes des AA, adapté pour eux.
Alateen s’adresse aux jeunes entre 12 et 18 ans affectés par l'alcoolisme d'une personne proche. Le programme est adapté à des adolescents. Les réunions Alateen sont en général organisées par les adolescents eux-mêmes. Les membres Alateen tiennent leurs propres réunions, guidés par un membre Al-Anon adulte, ce qui est très important pour qu'un groupe Alateen soit validé et pour favoriser la croissance de ses membres.

## Histoire
Lois Wilson, épouse du cofondateur d'Alcooliques anonymes aux États-Unis, Bill Wilson, fonda Al-Anon avec d'autres parents et amis de membres AA au début des années 1950. Avant la création d'Al-Anon, il n'était pas rare que les membres de la famille ou les amis partagent les réunions des alcooliques en rétablissement, au sein des Alcooliques anonymes. Cependant, il devint vite évident que les deux groupes, les alcooliques en rétablissement d'une part, leurs amis et les membres de la famille de l'autre, ressentaient le besoin de se retrouver séparément.

## Fonctionnement
Les Douze Étapes, les Douze Traditions et les Douze Concepts sont les piliers du programme Al-Anon. Pour assister aux réunions, la seule condition est qu'il y ait un problème d'alcoolisme chez un parent ou un ami. Il n'est pas demandé de frais d'inscription ni de cotisation pour être membre.

## Diffusion
Aujourd’hui dans le monde, il y a plus de 30 000 groupes Al-Anon et Alateen (dont plus de 200 en France) répartis dans 112 pays.